# Марин, Мануэль
Мануэль Гонзалес Марин (исп. Manuel Marín González; 21 октября 1949, Сьюдад-Реаль, Испания — 4 декабря 2017 года, Мадрид, Испания) — испанский политик.

## Политическая карьера
После социалистического успеха на испанских всеобщих выборах 1982 года Марин присоединился к правительству в качестве статс-секретаря по отношениям с Европейскими сообществами — фактически, в качестве главного переговорщика по вступлению Испании в европейские сообщества, политически заметное назначение, потому что успешные переговоры рассматривались как печать одобрения перехода Испании от диктатуры при Франко к подлинной парламентской демократии. В этом смысле явная победа ИСРП на выборах 1982 года продемонстрировала политическую зрелость страны и дала Марин политические карты, необходимые для демонстрации важности, как для Испании, так и для Европы в целом, членства Испании.
Переговоры прошли успешно, и 1 января Испания присоединилась к европейскому сообществу одновременно с Португалией. Марин был назначен первым членом Европейской комиссии Испании и главным комиссаром (более крупные страны в то время назначили двух европейских комиссаров, как правило, один от правящей партии и один от оппозиции); он был назначен вице-президентом Европейской комиссии, которая была первой комиссией под председательством Жака Делора. Марину был предоставлен портфель социальных вопросов, образования и занятости — предметов, которые до его прибытия (мандат первой комиссии Делора начался в предыдущем году в 1985 году) были обработаны Питером Сазерлендом. Хотя Марин отвечал за ряд важных инициатив (например, он был комиссаром, ответственным за презентацию предложения по программе Erasmus, которая все еще работает сегодня и приобрела культовый статус символа европейской интеграции), во многих отношениях его первоначальным приоритетом была успешная интеграция Испании в жизнь Европейских сообществ.
Марин был вновь назначен во вторую комиссию Делора в 1989—1992 годах, снова в качестве вице-президента, но на этот раз с портфелем, который интересовал его больше: сотрудничество в области развития и общая политика в области рыболовства. Хотя эти два фактора могут показаться весьма несопоставимыми, связь между ними заключается в том, что рыболовецкие флотилии государств-членов Европейского сообщества традиционно ведут промысел в водах многих развивающихся стран (в частности, значительный испанский рыболовецкий флот), и в этот период переговоры о компенсации этим развивающимся странам неизбежно увязывались с более широкой политикой Европейского сообщества в области развития. Во время этого мандата Марин интересовался отношениями с Африкой и много путешествовал.
Марин был назначен в свое время в третью комиссию Делора (1993—1994 годы), отвечающую за развитие и сотрудничество, экономические внешние связи со странами Южного Средиземноморья, Латинской Америки, Азии, Африки, Карибского бассейна и Тихого океана, а также гуманитарную помощь.
Последний срок Марин в Европейской комиссии был в Сантер комиссии с 1995 по 1999 год. К числу изменений, внесенных Маастрихтским договором, относятся выборы заместителей председателя комиссии членами комиссии (ранее они выдвигались правительствами Европейского сообщества совместно). Марин был одним из четырех кандидатов на два поста вице-президента, и был избран позади Леона Бриттана, победив Эдит Крессон и Мартин Бангеманн. Его первоначальным портфелем в этом мандате были внешние связи со странами Южного Средиземноморья, Ближнего Востока, Латинской Америки и Азии (за исключением Японии, Китая, Южной Кореи, Гонконга, Макао и Тайваня), включая помощь в целях развития; в этот период трудности в осуществлении «средиземноморской стратегии» ЕС под его руководством начали приводить к жалобам-никогда не подтвержденным — на некомпетентность и мошенничество.
В конце 1998 года обвинения в некомпетентности, кумовстве и мошенничестве против Европейской комиссии возросли. Президент Жак Сантер отбился от попытки распустить комиссию, однако в январе 1999 года ему пришлось согласиться с назначением независимой группы экспертов для изучения счетов комиссии. После резкого доклада группы, которая (среди прочего) критиковала Марина за его отсутствие ответственности, комиссия Сантера подала в отставку блоком 15 марта 1999 года.
В 2004 году стал председателем Конгресса депутатов Испании, сменив на этой должности Луису Фернанда Руди.

## Награды
- Кавалер Большого креста Ордена Изабеллы Католической.
- Кавалер Большого креста ордена Великого князя Литовского Гядиминаса (1 июня 2005 года, Литва)[5].
- Великий офицер ордена Трёх звёзд (14 октября 2004 года, Латвия)[6].
- Медаль Восточной Республики Уругвай (25 ноября 1997 года, Уругвай)[7].